# Jimmy Arias
Jimmy Arias (ur. 16 sierpnia 1964 w Buffalo) – amerykański tenisista, zwycięzca French Open 1981 w grze mieszanej, reprezentant w Pucharze Davisa.

## Kariera tenisowa
Karierę zawodową rozpoczął w roku 1980, a zakończył w 1994.
W 1981 został mistrzem mikstowego French Open, będąc w parze Andreą Jaeger. W finale para Jaeger–Arias pokonała duet Betty Stöve–Fred McNair 7:6, 6:4.
Swój pierwszy tytuł w turniejach rangi ATP World Tour Arias wygrał w 1982 roku w Tokio, pokonując w finale Dominique Bedela. Łącznie triumfował w 5 imprezach o randze ATP World Tour w grze pojedynczej oraz awansował do 11 finałów. W deblu osiągnął 1 przegrany finał.
W 1983 roku, w wieku 19 lat, osiągnął półfinał US Open, przegrywając z Ivanem Lendlem.
W latach 1983–1987 reprezentował Stany Zjednoczone w Pucharze Davisa, odnosząc 1 zwycięstwo z 5 rozegranych meczów singlowych. W 1984 zajął trzecie miejsce w turnieju demonstracyjnym igrzysk olimpijskich w Los Angeles (1984).
W rankingu gry pojedynczej Arias najwyżej był na 5. miejscu (9 kwietnia 1984), a w klasyfikacji gry podwójnej na 61. pozycji (11 maja 1987).

### Finały w turniejach ATP World Tour
| Legenda                                      |
| -------------------------------------------- |
| Wielki Szlem                                 |
| Igrzyska olimpijskie                         |
| Tennis Masters Cup / ATP Finals              |
| ATP Masters Series / ATP Tour Masters 1000   |
| ATP International Series Gold / ATP Tour 500 |
| ATP International Series / ATP Tour 250      |

#### Gra pojedyncza (5–11)
| Końcowy wynik | Nr  | Data                 | Turniej      | Nawierzchnia | Przeciwnik            | Wynik finału       |
| ------------- | --- | -------------------- | ------------ | ------------ | --------------------- | ------------------ |
| Finalista     | 1.  | 19 lipca 1982        | Waszyngton   | Ceglana      | Ivan Lendl            | 3:6, 3:6           |
| Finalista     | 2.  | 12 sierpnia 1982     | Indianapolis | Ceglana      | José Higueras         | 5:7, 7:5, 3:6      |
| Zwycięzca     | 1.  | 31 października 1982 | Tokio        | Ceglana      | Dominique Bedel       | 6:2, 2:6, 6:4      |
| Zwycięzca     | 2.  | 15 maja 1983         | Florencja    | Ceglana      | Francesco Cancellotti | 6:4, 6:3           |
| Zwycięzca     | 3.  | 5 czerwca 1983       | Rzym         | Ceglana      | José Higueras         | 6:2, 6:7, 6:1, 6:4 |
| Finalista     | 3.  | 11 lipca 1983        | Boston       | Ceglana      | José Luis Clerc       | 3:6, 1:6           |
| Finalista     | 4.  | 18 lipca 1983        | Waszyngton   | Ceglana      | José Luis Clerc       | 3:6, 6:3, 0:6      |
| Zwycięzca     | 4.  | 1 sierpnia 1983      | Indianapolis | Ceglana      | Andrés Gómez          | 6:4, 2:6, 6:4      |
| Zwycięzca     | 5.  | 30 października 1983 | Palermo      | Ceglana      | José Luis Clerc       | 6:2, 2:6, 6:0      |
| Finalista     | 5.  | 5 maja 1985          | Las Vegas    | Twarda       | Johan Kriek           | 6:4, 3:6, 4:6, 2:6 |
| Finalista     | 6.  | 26 maja 1985         | Florencja    | Ceglana      | Sergio Casal          | 6:3, 3:6, 2:6      |
| Finalista     | 7.  | 20 października 1985 | Tokio        | Twarda       | Scott Davis           | 1:6, 6:7           |
| Finalista     | 8.  | 26 kwietnia 1987     | Monte Carlo  | Ceglana      | Mats Wilander         | 6:4, 5:7, 1:6, 3:6 |
| Finalista     | 9.  | 1 maja 1988          | Charleston   | Ceglana      | Andre Agassi          | 2:6, 2:6           |
| Finalista     | 10. | 7 stycznia 1990      | Adelaide     | Twarda       | Thomas Muster         | 6:3, 2:6, 5:7      |
| Finalista     | 11. | 12 maja 1991         | Charlotte    | Ceglana      | Jaime Yzaga           | 3:6, 5:7           |

#### Gra podwójna (0–1)
| Końcowy wynik | Nr | Data                 | Turniej | Nawierzchnia | Partner     | Przeciwnicy          | Wynik finału |
| ------------- | -- | -------------------- | ------- | ------------ | ----------- | -------------------- | ------------ |
| Finalista     | 1. | 19 października 1986 | Tokio   | Twarda       | Greg Holmes | Matt Anger Ken Flach | 2:6, 3:6     |

#### Gra mieszana (1–0)
| Końcowy wynik | Nr | Data           | Turniej            | Nawierzchnia | Partnerka     | Przeciwnicy             | Wynik finału |
| ------------- | -- | -------------- | ------------------ | ------------ | ------------- | ----------------------- | ------------ |
| Zwycięzca     | 1. | 7 czerwca 1981 | French Open, Paryż | Ceglana      | Andrea Jaeger | Betty Stöve Fred McNair | 7:6, 6:4     |